# Route nationale 122
Die Route nationale 122, kurz N 122 oder RN 122, ist eine französische Nationalstraße.

## Aktueller Straßenverlauf
Die aktuelle Nationalstraße 122 wurde 1978 festgelegt und führt von Figeac über Aurillac bis Murat. Ihre Gesamtlänge beträgt 152 Kilometer. Auf dieser Führung liegt der Tunnel de Lioran, der 2007 durch einen Neubau ersetzt wurde.

## Historischer Straßenverlauf
Die historische Nationalstraße 122 wurde 1824 zwischen Gaillac und einer Straßenkreuzung mit der Nationalstraße 89 südwestlich von Rochefort-Montagne festgelegt und geht auf die Route impériale 142 zurück. Ihre Länge betrug 290 Kilometer. 1973 wurden die Abschnitte zwischen Gaillac und Figeac sowie Aurillac und der Nationalstraße 89 abgestuft und 1978 eine neue Streckenführung aus folgenden Abschnitten gebildet und hat bis heute bestand:
- N 122 Figeac – Aurillac
- N 126 Aurillac – Murat
- N 588 Murat – Massiac

Nördlich von Aurillac wurde sie teils auf längeren Abschnitten neu trassiert, um teils enge Ortekerne zu umgehen (z. B. Largnac D512).